# 普莱恩迪灵 (路易斯安那州)
普莱恩迪灵（英語：Plain Dealing），是美国路易斯安那州下属的一座城市。根据2010年美国人口普查，该市有人口1,015人。建置上，属于“town”。